# Fernando Terremoto
Fernando Terremoto, pseudonimo di Fernando Fernández Pantoja (Jerez de la Frontera, 11 maggio 1969 – Jerez de la Frontera, 13 febbraio 2010), è stato un cantante spagnolo di flamenco.

## Biografia
Figlio di un cantante di flamenco, decise di inseguire le orme di suo padre iniziando a suonare la chitarra insieme a Manuel Morao, per poi debuttare come cantante all'età di 20 anni. Ha debuttato al "Peña Don Antonio Chacón de Jerez", accompagnato alla chitarra di Moraíto Chico, con una performance che è passata alla storia del flamenco. 
Nel 1996 ottiene un premio al concorso per giovani interpreti alla IX Biennale di Flamenco di Siviglia.
Nel 1998 ha vinto i primi tre premi per i canti a cui ha partecipato al concorso nazionale di Arte Flamenco a Cordova: il Premio Manuel Torre per la sua interpretazione di siguiriyas e martinete, la Niña de i Peines per la sua interpretazione di soleá por bulería e bulerías e il Premio Antonio Chacón per la sua interpretazione di malagueñas e tarantos. Lo rivendicano tutti i grandi festival di flamenco e numerosi teatri in Spagna e in Europa.
Nel 2001 ha ricevuto la Sherry Cup assegnata dalla Cattedra di Flamencologia di Jerez. Nel 2004 è stato nominato ai premi Goya per la canzone che ha interpretato per il film Carmen; e nel 2005 ha ottenuto il premio Tío Luis el de la Juliana, assegnato ogni anno dal Colegio Mayor Universitario Isabel la Católica.
Morì a soli 40 anni il 13 febbraio 2010 per un glioma cerebrale.

## Discografia
- La herencia de la sangre (Dro, 1989)
- Cantes de la campiña, bahía y sierra (1990)
- Cosa natural (Flamenco vivo, 1997)
- Terremoto (A Negro Producciones/Bujío Producciones, 2010)